# Adonía Steryíouová
Adonía Steryíouová (řecky: Αδονία Στεργίου; * 7. července 1985 Saranda, Albánie) je řecká atletka, jejíž specializací je skok do výšky.
Jejím největším úspěchem je stříbrná medaile, kterou získala na evropském šampionátu do 23 let v Debrecínu v roce 2007. Bronzovou medaili získala na Středomořských hrách 2009 v italském městě Pescara.
V roce 2004 skončila sedmá na juniorském mistrovství světa v Grossetu. Na velkých šampionátech skončila její cesta vždy v kvalifikaci. Na MS 2007 v Ósace, na Letních olympijských hrách v Pekingu, na halovém mistrovství Evropy 2009 v Turíně i na mistrovství světa 2009 v Berlíně. V německé metropoli měla k postupu do finále nejblíže, když v konečném součtu obsadila třinácté místo, první nepostupující. Stejně skončila také kazašská výškařka Marina Aitovová.

## Osobní rekordy
- hala - 190 cm - 24. února 2008, Peania
- venku - 197 cm - 15. června 2008, Athény